# Tryggare kan ingen vara ...
För andra betydelser, se Tryggare kan ingen vara (olika betydelser).
Tryggare kan ingen vara ... är en svensk TV-serie i fyra delar från 1984 regisserad av Carin Mannheimer.

## Handling
Kaj hämtar Berit och barnen, för familjen ska flytta in i en lägenhet i Göteborg. I staden finns jobben, havet och allt det nya, men det nya livet är skört och familjen far illa.

## Om serien
Serien hade TV-premiär den 9 januari 1984. I januari 2014 publicerades serien i SVT:s Öppet arkiv för första gången.

## Rollista i urval
- Solveig Ternström – Berit Hansson
- Micha Gabay – Kaj Hansson
- Anton Glanzelius – Patrik Hansson, Berits och Kajs son
- Barbro Kollberg – fru Lindberg, Berits mor
- Gunilla Nyroos – Lisa Berglund, socialsekreterare
- Evert Lindkvist – Gösta, Kajs suparkompis
- Gerd Hegnell – Lena, familjehemsinspektör
- Martin Berggren – Lasse, familjehemsförälder
- Wiveca Warenfalk – Susanne, familjehemsförälder
- Roland Hedlund – Bengt, familjehemsförälder
- Rune Turesson – barnpsykiater
- Sten Ljunggren – busschaufför
- Agneta Ahlin – socialarbetare
- Barbro "Babben" Larsson – grannfru
- Lennart Hjulström – Lisas bekant
- Inga Ålenius – sköterska på psyket
- Brit Ångström – psykpatient
- Else-Marie Brandt – den nya grannen i Anettes lägenhet